# Морской государственный университет
Морской государственный университет имени адмирала Г. И. Невельского — высшее учебное заведение, расположенное во Владивостоке, занимается подготовкой специалистов морского транспорта. Крупнейшее морское образовательное заведение в Российской Федерации.
МГУ им. адм. Г. И. Невельского готовит специалистов всех профилей, необходимых морской транспортной системе, по естественно-научному, гуманитарному, техническому и морскому конвенционному направлениям. Университет является не только первым в России Морским государственным университетом, одним из ведущих вузов в Азиатско-Тихоокеанском регионе, но и авторитетным научно-методическим центром морского образования.

## История
К началу 1870 года во всей Российской Империи существовало лишь шесть учебных заведений, готовивших моряков для коммерческого флота: Кронштадтская рота торгового мореплавания, Херсонское училище торгового мореплавания, шкиперские курсы в Архангельске и в Кеми, навигационные курсы в Либаве и частное навигационное училище в Риге. Первые (частные) мореходные классы — для моряков-практиков, двухгодичные — появились в России в декабре 1864 г. (через 10 лет их насчитывается уже 15, через 25 лет — 41) в местечке Гайнаж под Ригой, по инициативе Х. М. Вальдемара.
В 1879 году Николаевская мужская прогимназия (бывшая Охотская навигацкая школа) переносится во Владивосток; 29 ноября Петербургское Отделение Императорского Общества для содействия русскому торговому мореходству обращается к Владивостокскому голове с просьбой «употребить своё содействие к открытию мореходных классов с шкиперским и судостроительным отделениями».
14 ноября 1890 года официально открыты Александровские мореходные классы во Владивостоке и уже 16 ноября в них начались занятия. В 1902 году на базе мореходных классов было открыто потом переобразовали в среднее специальное учебное заведение Владивостокское Александровское мореходное училище дальнего плавания, которое в 1926 году было реорганизовано в Водный техникум Наркомата Водного транспорта СССР. Уже в 1929 году учебное заведение было вновь переименовано в Владивостокский морской техникум Наркомата Морского Флота СССР. В 1931 году на его базе был создан учебный комбинат, в состав которого вошли Институт инженеров водного транспорта и Морской техникум. 
В 1944 году в соответствии с постановлением ГКО № 5311 переобразовали в высшее учебное заведение получило статус технического института и было реформировано во Владивостокское высшее мореходное училище (ВВМУ), которое именовалось также Владивостокское высшее инженерное морское училище или ВВИМУ (с 1958 года), Дальневосточное высшее инженерное морское училище имени адмирала Г. И. Невельского (ДВВИМУ) с 1965, Дальневосточная государственная морская академия имени Г.И.Невельского (ДВГМА) с 1991 года, а в 2001 году оно получило нынешнее наименование (МГУ им. адм. Г. И. Невельского).

## Образование
В составе университета:
- Морская академия;

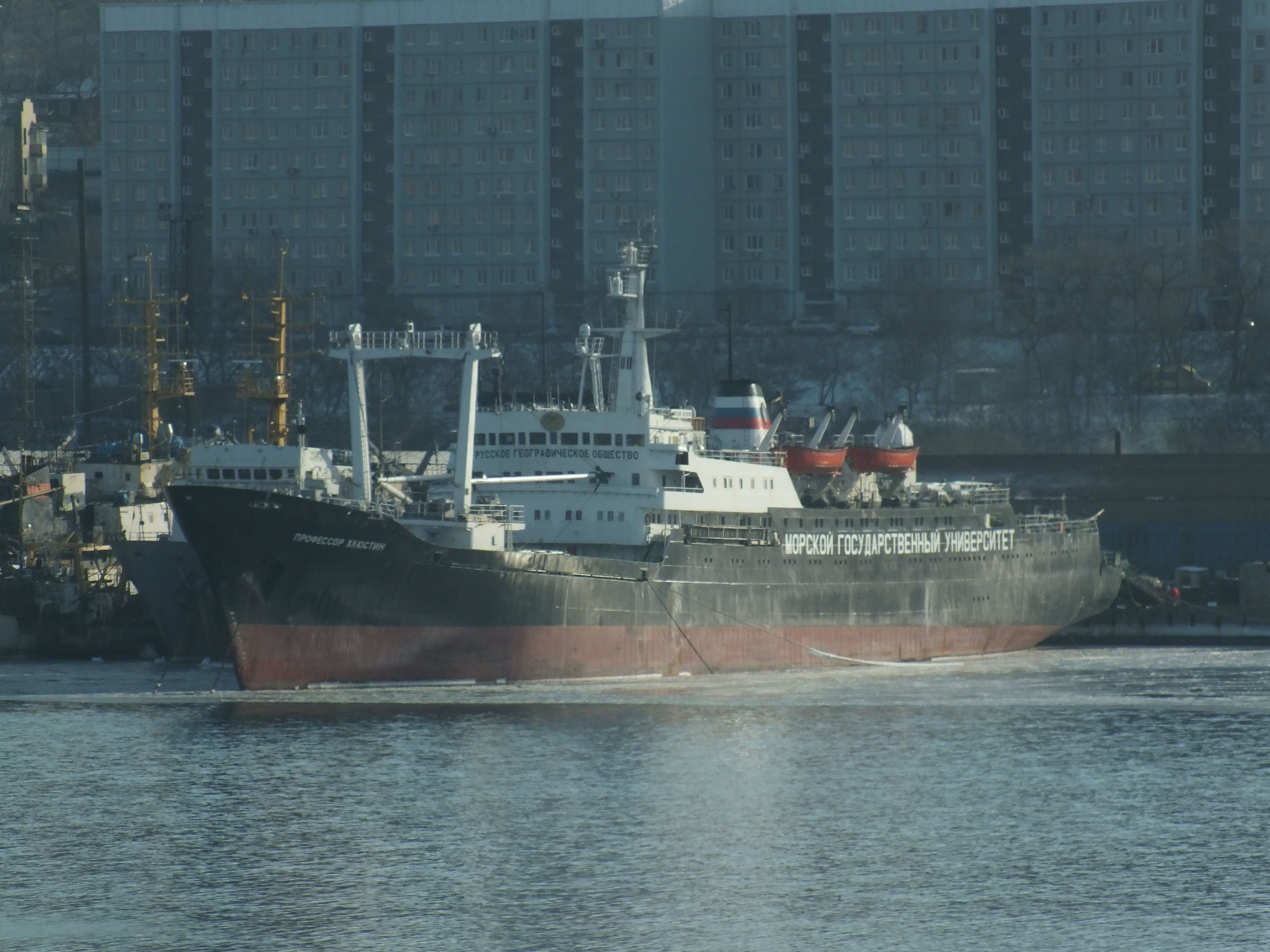
Учебное судно «Профессор Хлюстин»

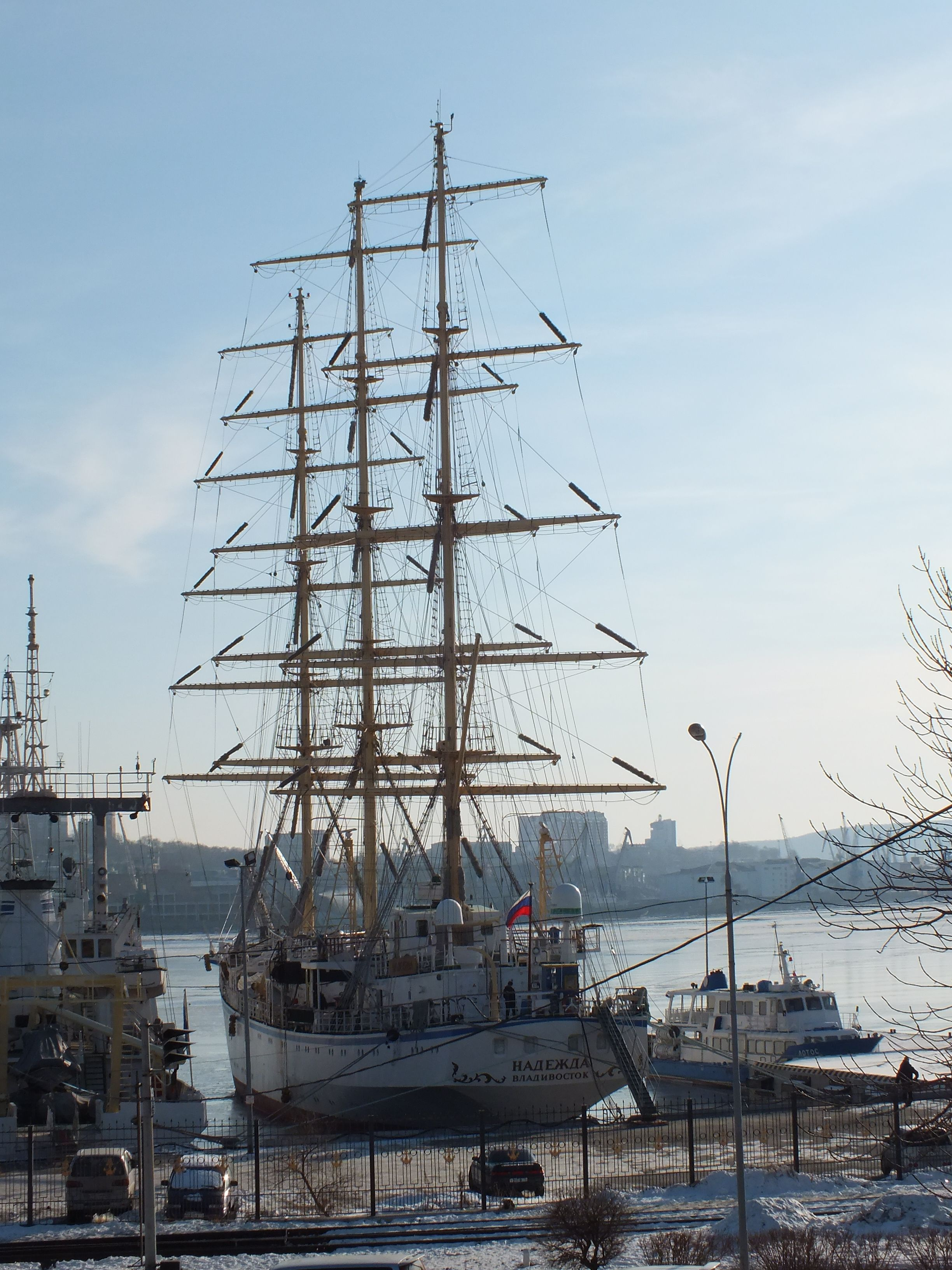
Учебный парусник «Надежда»

- Морской институт информационных технологий;
- Институт экономики и управления на транспорте;
- Морской гуманитарный институт;
- Институт защиты моря и освоения шельфа;
- Открытый морской институт;
- Институт международного образования;
- Международная школа бизнеса;
- Институт послевузовского профессионального образования

Морской университет остаётся одним из немногих вузов России, где сохранена военная кафедра. Подготовку будущих офицеров запаса обеспечивают преподаватели, прошедшие службу в Военно-морском флоте и в воинских частях Вооружённых сил Российской Федерации.
Морской государственный университет имени адмирала Г. И. Невельского на протяжении многих лет готовит высококвалифицированные кадры для морской отрасли страны. Курсанты, зачисленные на бюджетную основу, находятся на полном государственном обеспечении, включая форменное обмундирование, питание.
Подготовку специалистов для морской отрасли в МГУ им. адм. Г. И. Невельского осуществляют высококвалифицированные преподаватели с многолетним опытом работы в сфере образования и на флоте: 85 профессоров, более 300 доцентов, десятки преподавателей и сотрудников отмечены почётными званиями.
В систему многоуровневой профессиональной подготовки в МГУ им. адм. Г. И. Невельского входят лицей и классы профессиональной ориентации, два колледжа и три филиала, которые обучают рабочим профессиям и дают среднее профессиональное образование.
МГУ им. адм. Г. И. Невельского — один из крупнейших научных центров в регионе. Направления развития научных школ связаны с безопасностью морских и транзитных перевозок, добычей и транспортировкой углеводородного сырья, снабжение удаленных территорий. Создан Научно-исследовательский институт морского транспорта. Университет ведет разработки по совершенствованию технической эксплуатации флота, средств и методов судовождения, обслуживания и ремонта судов, управления судоремонтным производством, диагностики судового оборудования.
Более 20 лет ежегодно университет проводит открытые гребно-парусные регаты на кубок адмирала Г. И. Невельского, в которых принимают участие спортсмены из разный яхт-клубов Приморья. Яхтсмены Морского университета — постоянные участники всех крупных соревнований в крае и на Дальнем Востоке
Морской государственный университет имени адмирала Г. И. Невельского заслуженно называют кузницей руководящих кадров Приморского края и всей страны. Из его стен вышли не только знаменитые капитаны и учёные, но и руководители всесоюзных и российских министерств и ведомств, многих субъектов Российской Федерации, начальники крупнейших пароходств и портов, судоремонтных заводов и оборонных предприятий, известные педагоги и политические деятели.